# NGC 7374
NGC 7374 é uma galáxia espiral (Sbc) localizada na direcção da constelação de Pegasus. Possui uma declinação de +10° 51' 13" e uma ascensão recta de 22 horas, 46 minutos e 01,1 segundos.
A galáxia NGC 7374 foi descoberta em 7 de Agosto de 1864 por Albert Marth.